# MBS (motorfiets)
MBS is een klein Duits bedrijf dat 600cc-wegrace-motorfietsen bouwt op basis van bestaande motorblokken, onder andere van Ducati.